# Републикански път III-702
Републикански път IIІ-702 е третокласен път, част от Републиканската пътна мрежа на България, преминаващ по територията на области Шумен и Разград. Дължината му е 29,1 км.
Пътят се отклонява надясно при 66,4 км на Републикански път I-7 в северозападната част на село Пристое и се насочва на запад през Лудогорието. След около 4 км навлиза в Разградска област, минава последователно през селата Духовец, Белинци, Подайва, Къпиновци и Лъвино и в северната част на град Исперих се съединява с Републикански път II-23 при неговия 80,7 км.
| Пътища, отклоняващи се надясно (населено място, № на пътя, посока на пътя) | Км   | Пътища, отклоняващи се наляво (посока на пътя, № на пътя, населено място) |
| -------------------------------------------------------------------------- | ---- | ------------------------------------------------------------------------- |
| Община Каолиново, Област Шумен, I-7, 66,4 км, с. Пристое →                 | 0,0  | → с. Пристое, 66,4 км, I-7, Област Шумен, Община Каолиново                |
| (за с. Гусла) общински път ←                                               | 0,4  |                                                                           |
| Община Исперих, Област Разград                                             | 3,7  | Област Разград, Община Исперих                                            |
|                                                                            | 6,1  | → общински път (за с. Климент)                                            |
| с. Духовец                                                                 | 5,2  | с. Духовец                                                                |
| с. Белинци                                                                 | 10   | с. Белинци                                                                |
| с. Подайва                                                                 | 14,0 | ← с. Подайва, 35,9 км, III-2005 (от 77,8 км на I-2)                       |
| (от с. Тодорово) III-2306, 6,3 км, с. Къпиновци →                          | 15,0 | с. Къпиновци                                                              |
| с. Лъвино                                                                  | 19,2 | с. Лъвино                                                                 |
| (до 41,9 км на I-7) II-23, 80,7 км, гр. Исперих ←                          | 22,1 | ← гр. Исперих, 80,7 км, II-23 (от 12,5 км на I-2)                         |